# Paul Thieme
Paul Thieme (en allemand : [paʊl ˈtiːmə]), né le 18 mars 1905 à Berlin et mort le 24 avril 2001 à Londres, est un indologue et spécialiste du sanskrit védique et un linguiste comparatif allemand de l'université de Tübingen. En 1929, l’Académie française lui décerne le prix de la langue-française et en  1988, il reçoit le prix Kyoto de philosophie et d'histoire des idées pour son apport à la connaissance de la littérature védique et de la pensée indienne.

## Travaux
Thieme est considéré comme l’un des « derniers grands indologues », faisant progresser tous les aspects de la philologie du sanscrit, avec une expertise allant des Vedas aux Épopées et aux Upanishads, à la poésie sanscrite et à la science hindoue traditionnelle (shastra) et aux grammairiens indiens (Panini et ses commentateurs). Thieme était également un linguiste comparatif, étudiant les langues iraniennes et indo-européennes en général. Thieme parlait couramment le sanscrit et était donc respecté des érudits indiens traditionnels. Il a prononcé le discours d'inauguration lors de la première conférence mondiale sur le sanscrit à Delhi en 1971-1972.

## Publications (extrait)
- Das Plusquamperfektum im Veda. Dissertation. Göttingen 1929 (cahiers supplémentaires à la Zeitschrift für vergleichende Sprachforschung, 7). doi:10.11588/xarep.00004083
- Pāṇini and the Veda. Studies in the early history of linguistic science in India. Allahabad 1935.
- Bhāṣya zu vārttika 5 zu Pāṇini 1,1,9 und seine einheimischen Erklärer. Ein Beitrag zur Geschichte und Würdigung der indischen grammatischen Scholastik. In: Nachrichten von der Königlichen Gesellschaft der Wissenschaften zu Göttingen, phil.-hist. Klasse 1935, S. 171–216. doi:10.11588/xarep.00004084
- Der Fremdling im Ṛgveda. Eine Studie über die Bedeutung der Worte ari, arya, aryaman und ārya. Leipzig 1938 (Abhandlungen zur Kunde des Morgenlandes; 23,2). doi:10.11588/xarep.00004085
- Untersuchungen zur Wortkunde und Auslegung des Rigveda. Halle 1949 (Hallische Monographien, 7).
- Studien zur indogermanischen Wortkunde und Religionsgeschichte. (= Berichte über die Verhandlungen der sächsischen Akademie der Wissenschaften zu Leipzig. Philologisch-historische Klasse. Band 98, Heft 5.) Akademieverlag Berlin 1952. doi:10.11588/xarep.00004086
- Bráhman. In: Zeitschrift der Deutschen Morgenländischen Gesellschaft 102 (1952), S. 91–129 [= Kleine Schriften, S. 100–137.].
- Die Heimat der indogermanischen Gemeinsprache.  In: Abhandlungen der Geistes- und Sozialwissenschaftlichen Klasse / Akademie der Wissenschaften und der Literatur in Mainz, Bd. 11 (1954). Verlag der Akademie der Wissenschaften und der Literatur, Wiesbaden 1954. doi:10.11588/xarep.00004087
- Mitra and Aryaman. New Haven 1957 (Transactions of the Connecticut Academy of Arts and Sciences, 41).
- Das indische Theater. Stuttgart 1966 (Fernöstliches Theater).
- Kleine Schriften. 2 Bände. Stuttgart 1971 (Glasenapp-Stiftung 5,1+2).
- Kleine Schriften 2. Stuttgart 1995 (Glasenapp-Stiftung 5,II),  (ISBN 3-515-05523-1).
- Opera maiora. Band 1. édité par Werner Knobl et Nobuhiko Kobayashi. Kyoto 1995 [contient: Der Fremdling im Ṛgveda, Vorzarathustrisches bei den Zarathustriern und Mitra und Aryaman].